# بيرميشلياني
بيرميشلياني (بالفرنسية : Peremychliany ; بالأكرانية : Перемишляни ; بالروسية : Перемышляны ;بالبولونية : Przemyślany) هي مدينة من مدن أوبلاست لفيف ب أوكرانيا. تبلغ ساكنتها حوالي 6874 من السكان في 2013.

## معرض صور

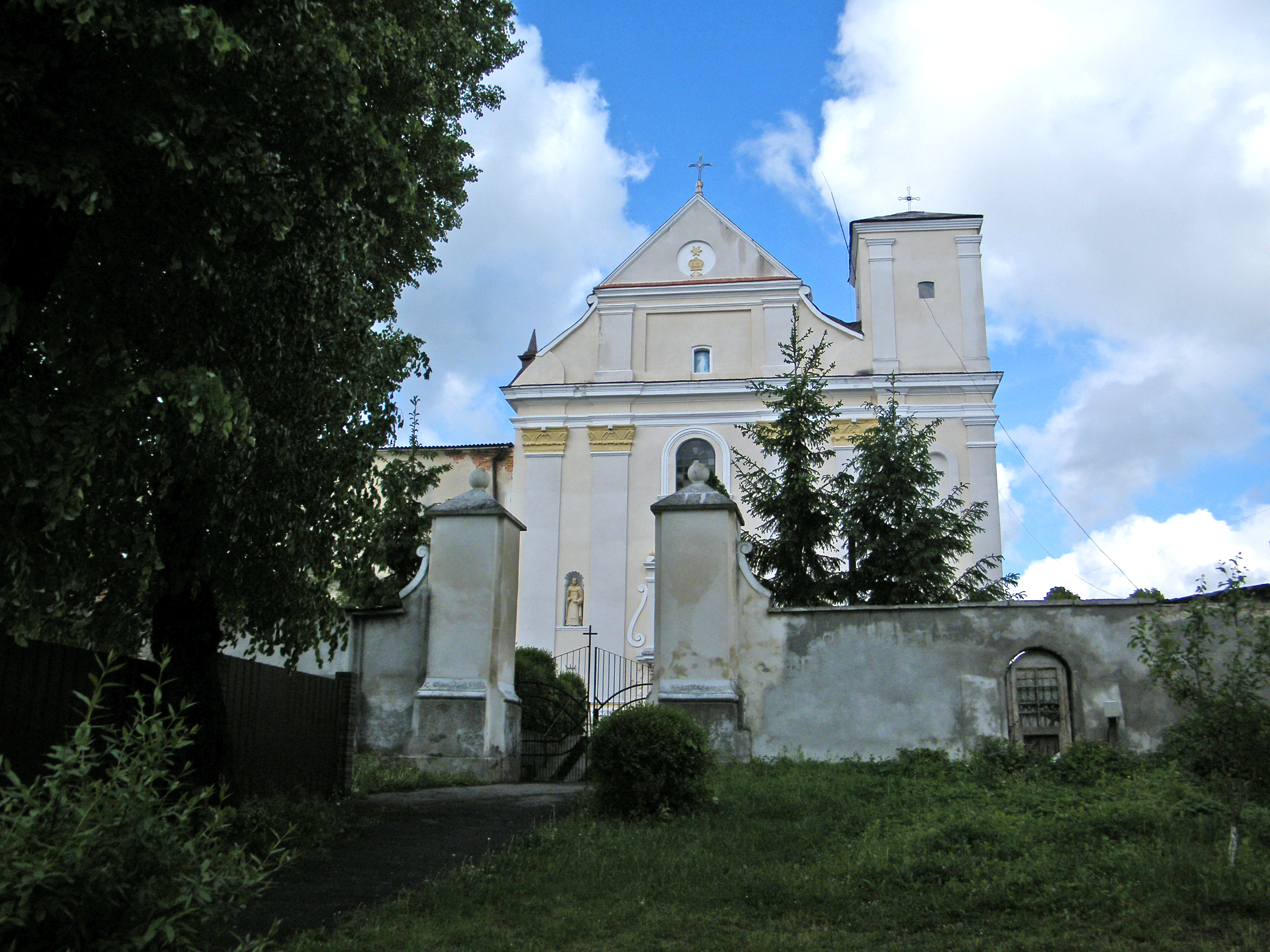
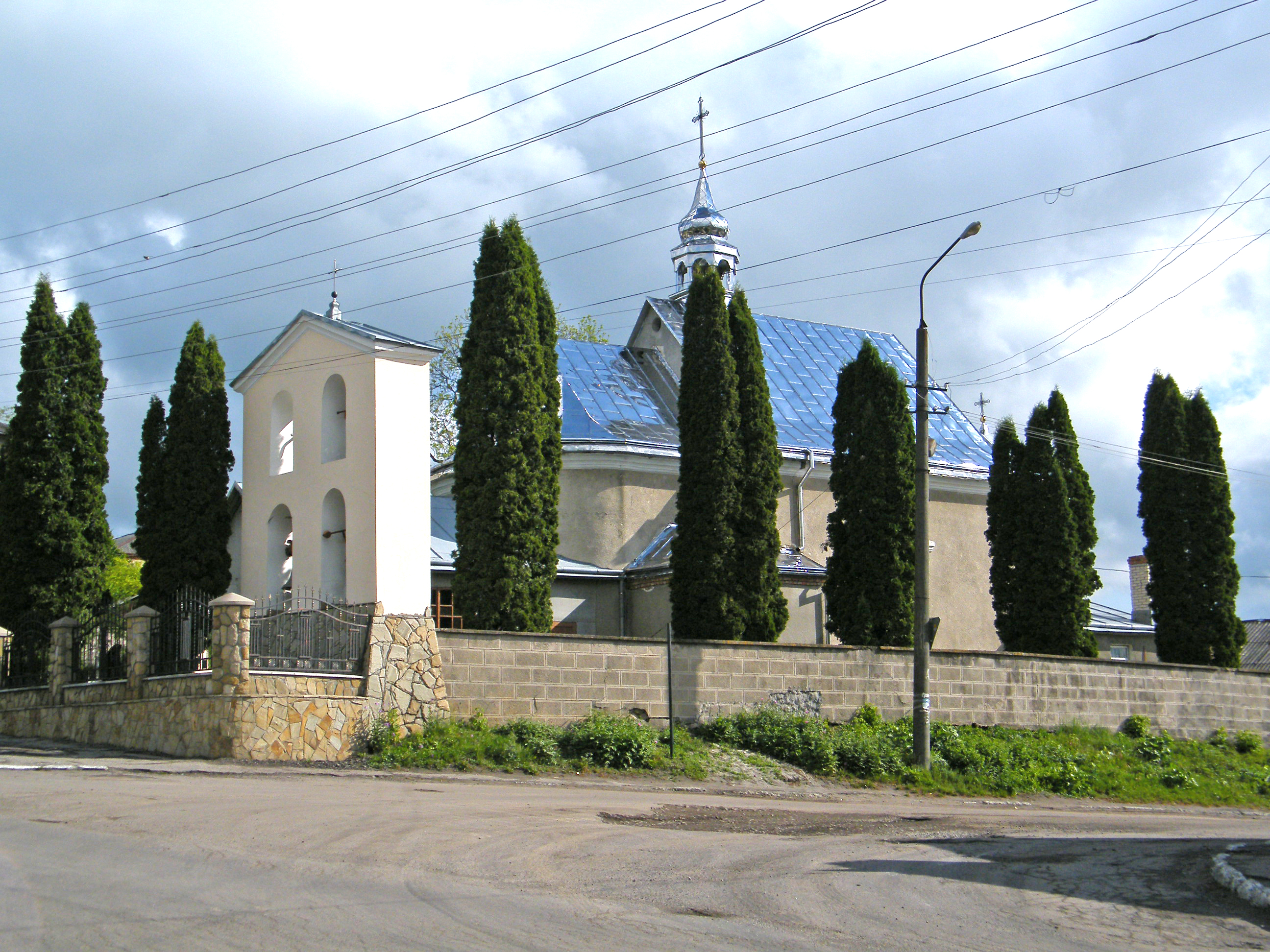
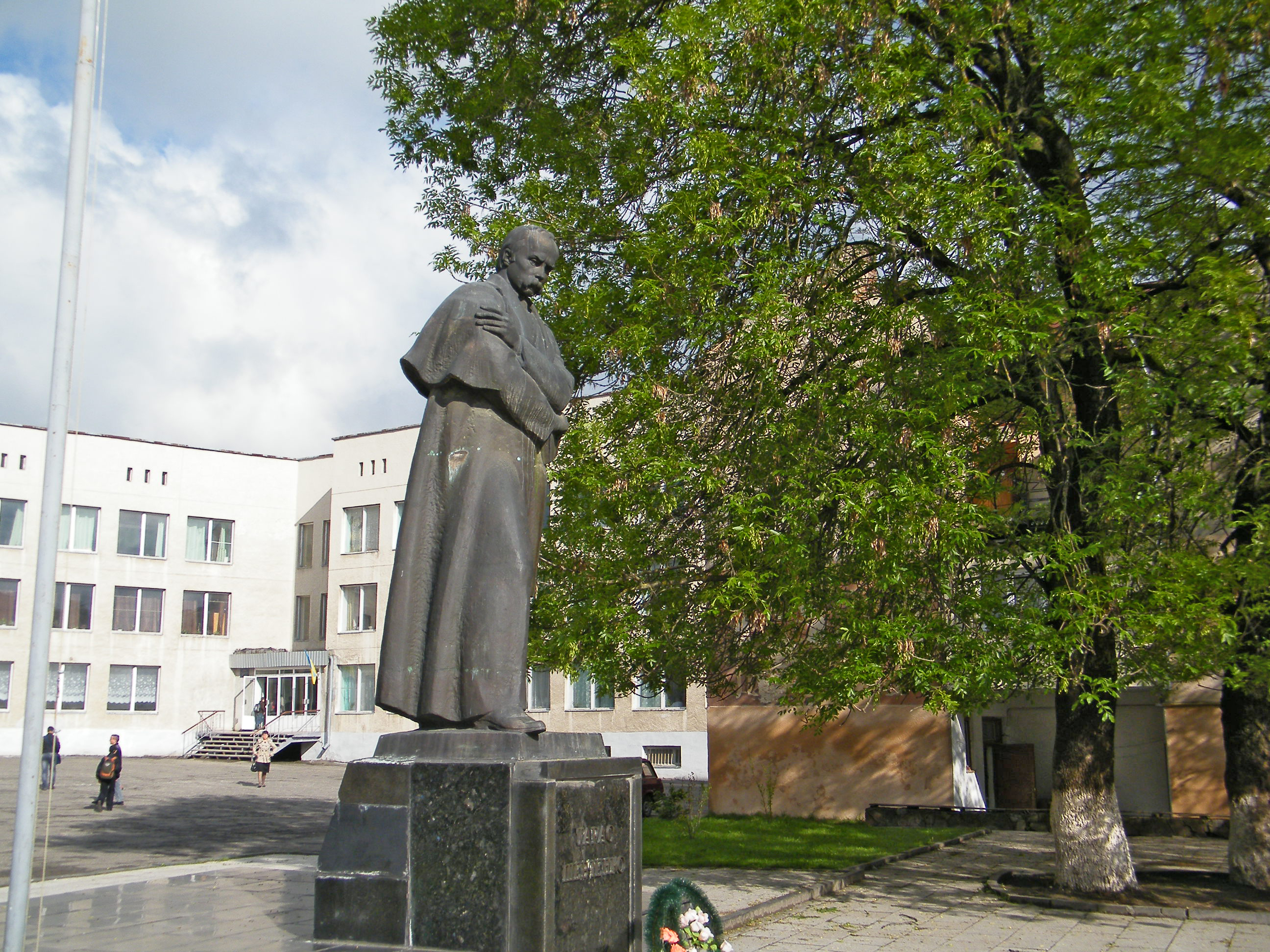
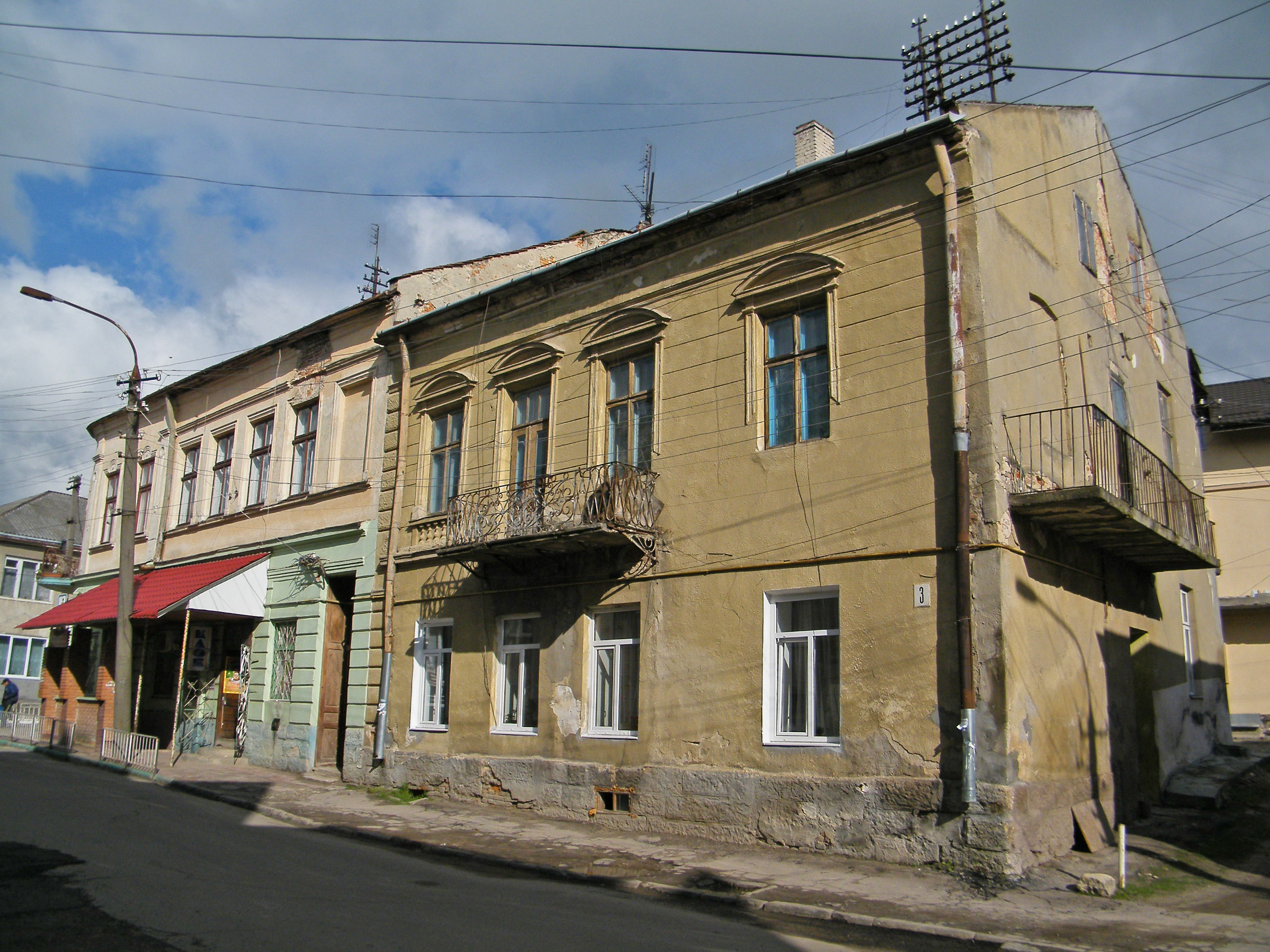
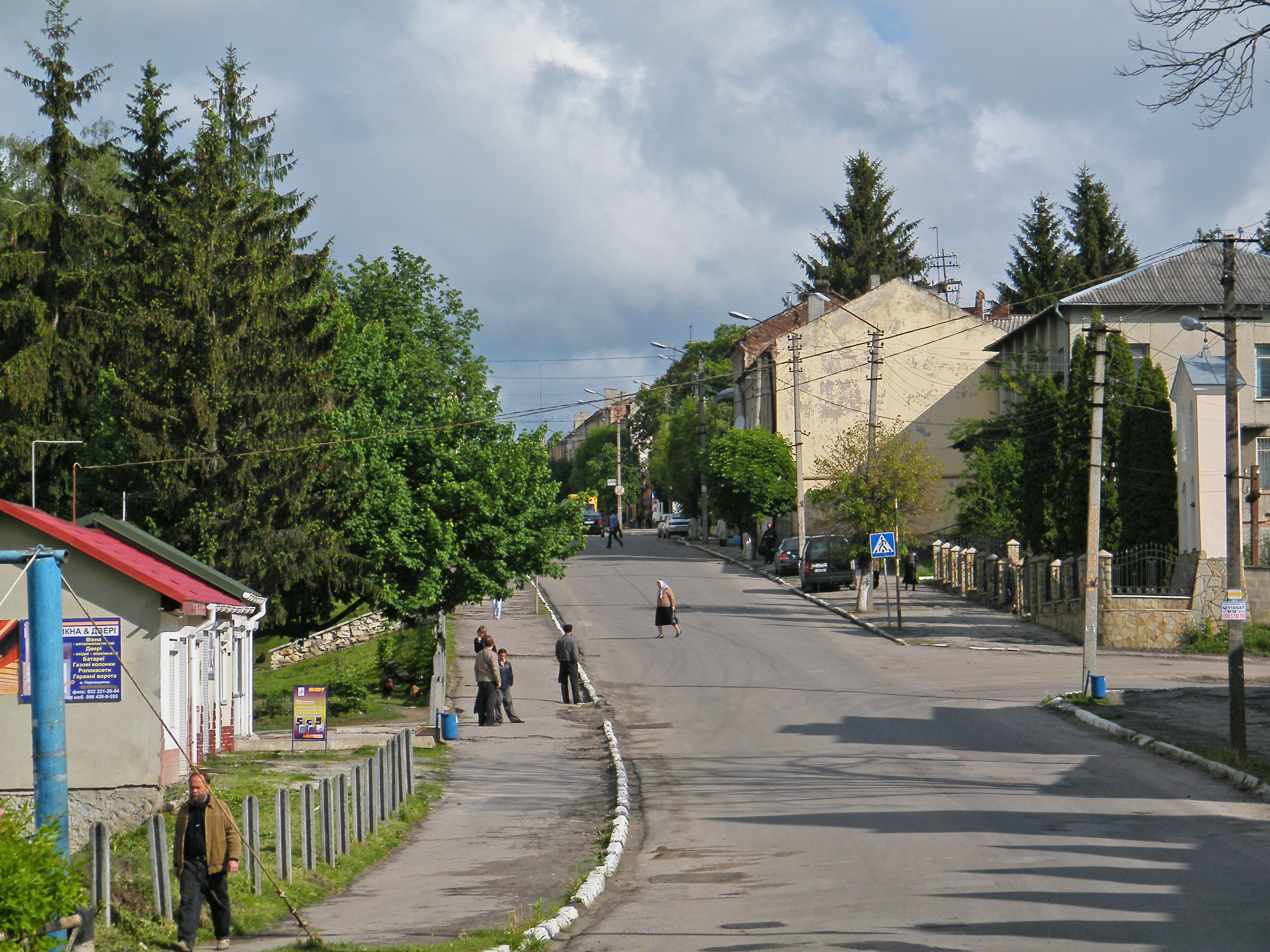

## أعلام
- ليوبولد كوزلوفسكي
- باروخ شتاينبرغ